# Philipp Anton von Segesser

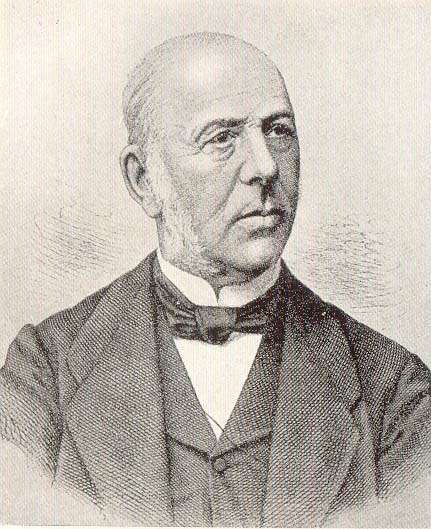
Philipp Anton von Segesser, Stahlstich aus dem 19. Jahrhundert

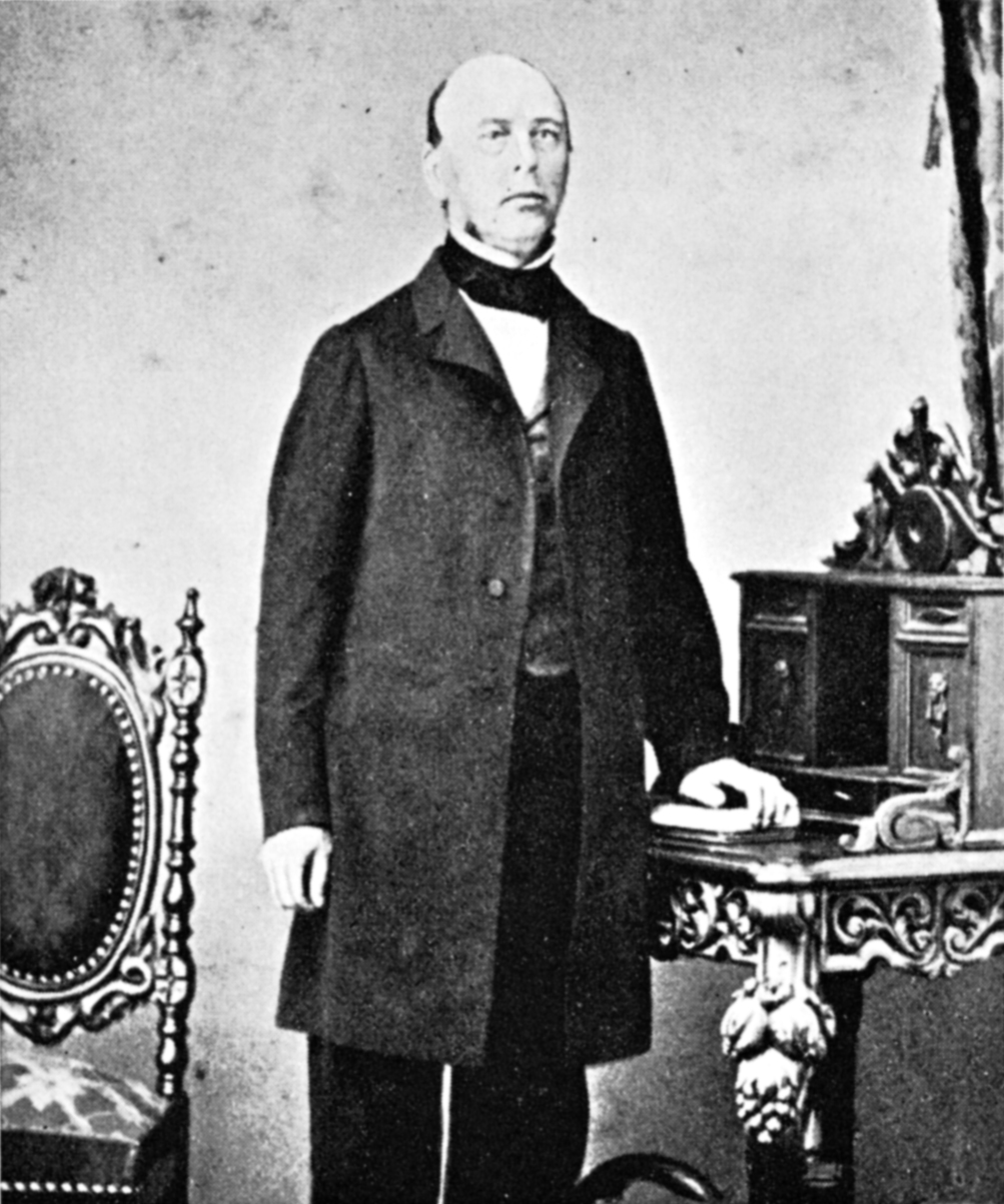
Philipp Anton von Segesser, Fotografie aus dem 19. Jahrhundert

Philipp Anton von Segesser (* 5. April 1817 in Luzern; † 30. Juni 1888 ebenda) war ein Schweizer Politiker und Historiker.

## Biografie
Philipp Anton von Segesser war der älteste Sohn des Franz Ludwig Segesser von Brunegg (1776–1843) und der Maria Anna geb. Schumacher (1794–1850). Nach vollendetem Gymnasium in Luzern folgten Universitätsstudien der Rechtswissenschaften und der Geschichte in Heidelberg, Bonn, Berlin und München. Zurück in Luzern war er von 1841 bis 1847 Ratschreiber; während des Sonderbundkrieges fungierte er 1847 als Chef der Operationskanzlei des Generalstabschefs von Elgger. Bei den ersten Parlamentswahlen wurde er zum Mitglied des schweizerischen Nationalrates gewählt, dem er bis zu seinem Tode angehörte. Von 1851 bis 1860 sowie zwischen 1861 und 1888 war er Mitglied des Grossen Rates zu Luzern, von 1863 bis 1867 und von 1871 bis 1888 Regierungsrat des Kantons Luzern sowie 1872, 1876 und 1884 Schultheiss. 1875 kandidierte er ohne Erfolg als Bundesrat.
Er heiratete am 30. September 1844 in Luzern Josefine Göldlin von Tiefenau (1814–1891), Tochter des Johann Ludwig, königlich niederländischer Generalmajor, und der Anna Maria geb. Achermann ab Ennerberg.
Segesser trug als Nationalrat wesentlich zur Integration der föderalistisch ausgerichteten katholischen Kantone in den neuen Bundesstaat bei und übernahm als Regierungsrat bis zu seinem Tode die unbestrittene Führungsrolle in seinem Heimatkanton. Durch seine realpolitische Haltung und seine vermittelnde Position gelang es ihm, den Kanton Luzern weitgehend aus den Wirren des Kulturkampfes herauszuhalten. Verdienste erwarb sich Segesser auch als Historiker. Er verfasste mehrere grundlegende Studien zur Geschichte des Staates Luzern und war als Bearbeiter von vier Bänden auch an der Herausgabe der Eidgenössischen Abschiede beteiligt.

## Werke
- Rechtsgeschichte der Stadt und Republik Luzern. Räber, Luzern 1850–1858. Band 1,Band 4

Band 1–2,Band 4–6,Band 11–12Band 14–15;Reprintausgabe: Scientia, Aalen 1974, ISBN 3-511-06560-7.
- Sammlung kleiner Schriften. 4 Bände. Räber/Wyss, Luzern/Bern 1859–1887 (davon Bd. 1: Studien und Glossen zur Tagesgeschichte 1859–1875; Bd. 4: Fünfundvierzig Jahre im Luzernischen Staatsdienst 1841–1887). Band 1,  Band 2, Band 3, Band 4
- Genealogie und Geschlechtshistorie der Segesser von Brunegg in der Schweiz und im deutschen Reiche. Wyss, Bern 1884–1885. Digitalisat
- Ludwig Pfyffer und seine Zeit. Ein Stück französischer und schweizerischer Geschichte im 16. Jahrhundert. 4 Bände. Wyss, Bern 1880–1882. Band 1, Band 2, Band 3, Band 4

Edition:
- Amtliche Sammlung der ältern Eidgenössischen Abschiede, herausgegeben auf Anordnung der Bundesbehörden. Bde. 1–4. Zürich/Luzern 1858–1874.

## Briefe
- Briefwechsel Philipp Anton von Segesser (1817–1888). Herausgegeben von Victor Conzemius und Heidi Bossard-Borner. 9 Bände. Davon Bde. 1–5: Benziger, Zürich/Einsiedeln/Köln 1983–1992; Bd. 6: Benziger, Freiburg 1995; Bde. 7–9: Academic Press Freiburg, Freiburg 2012, ISBN 978-3-7278-1702-1, ISBN 978-3-7278-1703-8 und ISBN 978-3-7278-1704-5